# Sally Poncet
Sally Poncet (1954) es una científica y aventurera australiana que ha explorado y estudiado la región antártica desde 1977. Su especialidad son las aves y realizó estudios exhaustivos de albatros y sus hábitats para el British Antarctic Survey. Escribió guías sobre la preservación de la flora y fauna de Georgia del Sur y ha recibido numerosos premios y distinciones, entre ellos la Medalla Blue Water, la Medalla Fuchs y la Medalla Polar por sus contribuciones para comprender la región polar del sur.

## Primeros años
Sally Brothers nació en 1954 hija de un dentista y creció en Hobart, Tasmania, Australia. Sally asistió a la Escuela Fahan, se graduó en 1970 y luego se inscribió en la Universidad de Tasmania para continuar sus estudios. En 1973 conoció a Jerome Poncet, un francés, que navegaba a bordo del Damien I circunnavegando el mundo. Completó su licenciatura en botánica y zoología y luego se unió a Sally en Francia, donde se casaron en 1974. La pareja hizo planes para navegar en Damien II a través del Océano Austral y zarpar en 1976 a bordo a de una goleta de acero de 15 metros hacia la Antártida.

## Carrera
Al llegar a 1977, la pareja se preparó para hacer una serie de censos de población de la vida silvestre. En 1978, pasaron el invierno en la Bahía Margarita en la Península Antártica, donde Sally comenzó un estudio de las aves marinas de la zona y un recuento de elefantes marinos. Al año siguiente, Sally dio a luz a su primer hijo, Dion, en la isla de Georgia del Sur. Su bote quedó atrapado en el hielo y se vieron obligados a esperar hasta que un rompehielos británico pudiera liberar su goleta. La pareja regresó a Tasmania para reparaciones, donde nació su segundo hijo, Leiv, en 1981. Al año siguiente, regresaron a la Antártida para el recuento de la temporada de aves de 1982-1983 y se establecieron en las Islas Malvinas. Su hijo Lars Nigel, apodado Diti, nació en las Malvinas en 1984. A lo largo de la década de 1980, Sally trabajó en conjunto con las ubicaciones cartográficas de British Antarctic Survey (BAS) de las colonias alrededor de Georgia del Sur y las Islas Willis de elefantes marinos, pingüinos macaroni y thalassarche.
En 1987, la pareja arrendó una granja de ovejas en las Malvinas y continuó pasando hasta cuatro meses de verano cada año navegando y estudiando la vida silvestre en el sur de Georgia. Sally pasó una década estudiando las aves de la región para el BAS. En 1989, la pareja apareció en National Geographic (marzo de 1989) y en 1990, National Geographic Explorer presentó un documental "Aventura Antártica", relatando el viaje de Sally a la Antártida y sus exploraciones de la región polar del sur. A lo largo de la década de 1990, Sally continuó su colaboración con el BAS, realizando estudios de referencia de vegetación. La Bahía Damien fue nombrada después de que ella y el barco de Jerome, que había sido alquilado por el BAS para investigación.
En 2001, la preocupación por los daños causados por los turistas en las áreas de Cabo Royds y Cabo Evans en las que Ernest Shackleton y Robert Falcon Scott habían establecido bases de expedición hizo que el gobierno de Georgia del Sur y las Islas Sandwich del Sur (GSGSSI) contrataran a Sally para preparar una evaluación ambiental de la región para establecer una línea base ambiental. En 2002, Sally comenzó los ensayos en un proyecto de erradicación de ratas en un esfuerzo por restaurar la población de anthus en Georgia del Sur. La población de ratas pardas, que originalmente llegó a la isla a bordo de barcos en el siglo XIX, causó pérdidas extremas en las colonias de petreles, pipiteros y aves priónicas. Fue el primer ensayo de este tipo en el sur de Georgia y un proyecto similar en las Malvinas llevó a Sally en 2011 al descubrimiento de un nuevo caldo de cultivo del petrel gigante del sur en el Seno Choiseul. Para 2013, el proyecto de Georgia del Sur había despejado el área de roedores, cuando Sally informó sobre el primer nido de pipiteros en la Bahía Schlieper del área objetivo de erradicación. El nido se encontró cerca del Punto Weddell durante una de las expediciones de Sally que rastreaban albatros. Desde su informe, se han producido muchos otros avistamientos de nidos.
Sally fue coautora de Kim Crosbie en dos ediciones de la Guía para visitantes de Georgia del Sur. También ha trabajado con GSGSSI como asesora en la erradicación de renos, utilizando métodos humanitarios para reubicar a las especies invasoras que causaron daños a la vegetación. En 2005, Sally dirigió al equipo de Encuesta de Petrel y Prión en un censo de albatros viajeros. El recuento se desencadenó por preocupaciones sobre la muerte catastrófica de las aves debido a la pesca con palangre. Entre 2005 y 2007, Sally lideró un conteo similar de las colonias del petrel gigante y el petrel de barba blanca. Como GSGSSI se ha comprometido a realizar una encuesta sobre el albatros errante cada diez años, Sally se asoció con Ecology Safaris de Cheesemans en una asociación público-privada en 2015 para compensar los costos del censo. Poncet dirigió la investigación científica realizada durante la expedición.

## Premios y honores
En 1992, Sally y su esposo fueron galardonados con la Medalla Blue Water por sus años de navegación en la Antártida y la publicación de una guía centrada en la preservación de la región. En 1995, recibió la medalla de egresados de Gerdy Jevtic de la Escuela Fahan. Poncet fue galardonada con la Medalla Fuchs del British Antarctic Survey en 2010 por sus estrategias de gestión de conservación y mapeo de la vida silvestre y la vegetación de la región polar sur. En 2015, fue galardonada con la Medalla Polar por su investigación y sus esfuerzos para proteger la biodiversidad de Georgia del Sur y la Antártida.